# Сауріс (Північна Дакота)
Сауріс (англ. Souris) — місто (англ. city) в США, в окрузі Боттіно штату Північна Дакота. Населення — 37 осіб (2020).

## Географія
Сауріс розташований за координатами 48°54′36″ пн. ш. 100°40′57″ зх. д. / 48.91000° пн. ш. 100.68250° зх. д. (48.910034, -100.682601).  За даними Бюро перепису населення США в 2010 році місто мало площу 0,26 км², уся площа — суходіл.

## Демографія
Згідно з переписом 2010 року, у місті мешкало 58 осіб у 32 домогосподарствах у складі 16 родин. Густота населення становила 220 осіб/км².  Було 45 помешкань (171/км²).
Расовий склад населення:
| - 96,6 % — білих - 1,7 % — корінних американців |

До двох чи більше рас належало 1,7 %. Частка іспаномовних становила 0,0 % від усіх жителів.
За віковим діапазоном населення розподілялося таким чином: 17,2 % — особи молодші 18 років, 58,7 % — особи у віці 18—64 років, 24,1 % — особи у віці 65 років та старші. Медіана віку мешканця становила 48,0 року. На 100 осіб жіночої статі у місті припадало 132,0 чоловіків;  на 100 жінок у віці від 18 років та старших — 152,6 чоловіків також старших 18 років.
Середній дохід на одне домашнє господарство  становив 46 152 долари США (медіана — 36 250), а середній дохід на одну сім'ю — 52 571 долар (медіана — 37 083). За межею бідності перебувало 17,6 % осіб, у тому числі 32,0 % дітей у віці до 18 років та 15,4 % осіб у віці 65 років та старших.
Цивільне працевлаштоване населення становило 27 осіб. Основні галузі зайнятості: виробництво — 37,0 %, освіта, охорона здоров'я та соціальна допомога — 22,2 %, мистецтво, розваги та відпочинок — 11,1 %, транспорт — 7,4 %.